# Liste de ponts du Canada
Cet article présente une liste de ponts remarquables du Canada, tant par leurs caractéristiques dimensionnelles, que par leur intérêt architectural ou historique. 

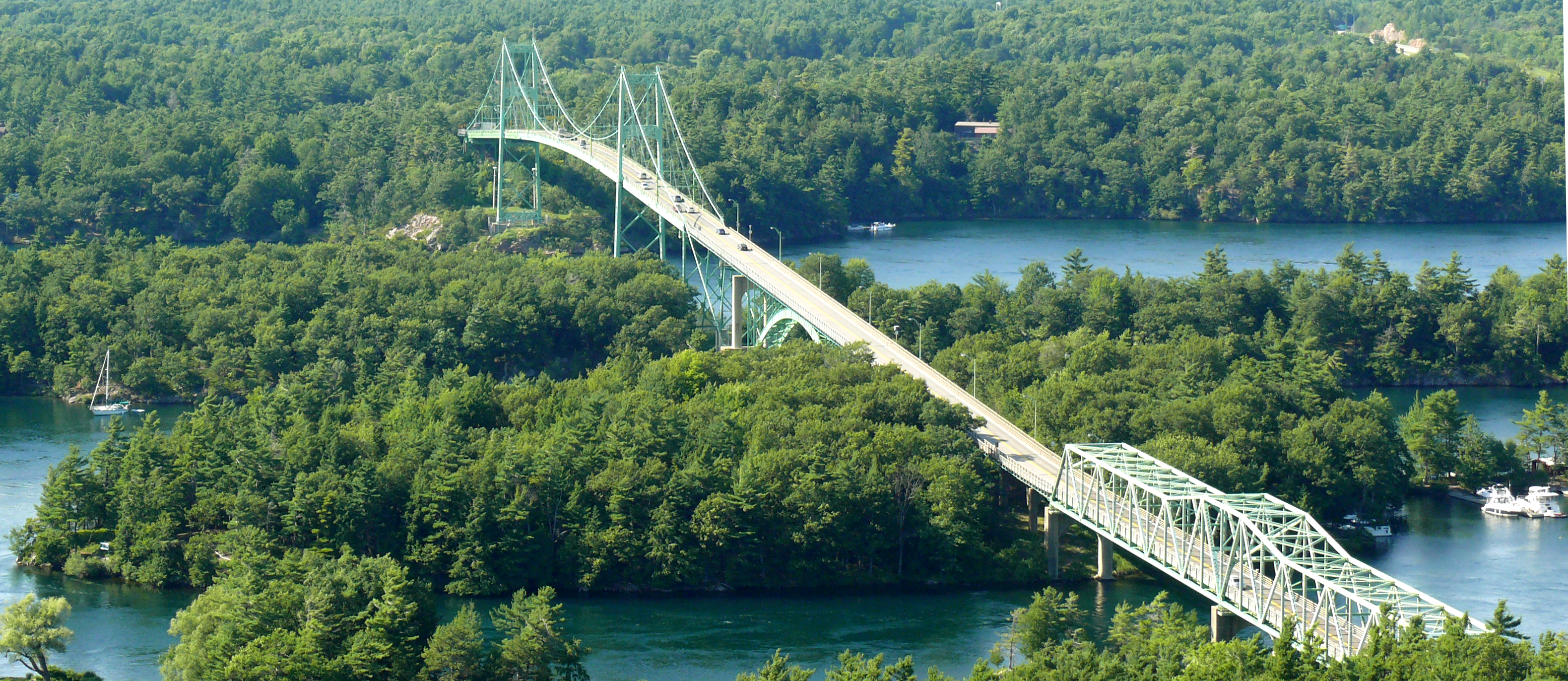
Le pont des Mille-Îles, dans l'archipel du même nom, franchit le fleuve Saint-Laurent près de la frontière entre le Canada et les États-Unis.

La catégorie lien donne la classification de l'ouvrage parmi ceux présentés et propose un lien vers la fiche technique du pont sur le site Structurae, base de données et galerie internationale d'ouvrages d'art. La liste peut être triée selon les différentes entrées du tableau pour voir ainsi les ponts en arc ou les ouvrages les plus récents par exemple.
Les colonnes portée et longueur, exprimées en mètres indiquent respectivement la distance entre les pylônes de la travée principale et la longueur totale de l'ouvrage, viaducs d'accès compris.

## Ponts présentant un intérêt historique ou architectural
|                               |    | Nom                           | Distinction | Long. | Type                                                                           | Voie portée Voie franchie                     | Date | Localisation                                             | Province             | Ref.                    |
| ----------------------------- | -- | ----------------------------- | --- | ----- | ------------------------------------------------------------------------------ | --------------------------------------------- | ---- | -------------------------------------------------------- | -------------------- | ----------------------- |
| Victoria Bridge               | 1  | Pont Victoria                 | Plus long pont du monde lors de son inauguration Portée : 100 mètres                                                                        | 2790  | Pont tubulaire                                                                 | Grand Tronc Fleuve Saint-Laurent              | 1859 | Montréal 45° 29′ 27″ N, 73° 31′ 55″ O                    | Québec               | ,                       |
| Powerscourt Covered Bridge    | 2  | Pont de Powerscourt           | Dernier pont de type McCallum en service L'un des plus anciens ponts couverts du Canada Lieu historique national Classé monument historique | 50.3  | Pont couvert en bois Treillis McCallum, piles maçonnerie                       | Chemin de la 1 Concession Rivière Châteauguay | 1862 | Hinchinbrooke 45° 00′ 25,2″ N, 74° 09′ 39,7″ O           | Québec               | [ H 1 ] [ H 2 ] [ P 1 ] |
| West Montrose Covered Bridge  | 3  | Pont couvert de West Montrose | Dernier pont couvert de l'Ontario | 60    | Pont couvert en bois Piles en béton                                            | Covered Bridge Dr Rivière Grand               | 1881 | West Montrose 43° 35′ 08″ N, 80° 28′ 53,3″ O             | Ontario              | [ 3 ]                   |
|                               | 4  | Pont de la Frontière          | Classé monument historique | 31    | Pont couvert en bois Treillis Town                                             | Chemin du Pont Couvert Mud                    | 1896 | Potton 45° 00′ 42,5″ N, 72° 22′ 24,6″ O                  | Québec               | [ H 3 ]                 |
| Félix-Gabriel-Marchand Bridge | 5  | Pont Félix-Gabriel-Marchand   | Classé monument historique | 148.6 | Pont couvert en bois                                                           | Chemin du Pont-Rouge Rivière Coulonge         | 1898 | Mansfield-et-Pontefract 45° 51′ 40,8″ N, 76° 44′ 26,6″ O | Québec               | [ P 2 ]                 |
| Hartland Bridge               | 6  | Pont de Hartland              | Plus long pont couvert au monde Lieu historique national Classé monument historique                                                         | 391   | Pont couvert en bois                                                           | Hartland Bridge Hill Road Fleuve Saint-Jean   | 1901 | Hartland 46° 17′ 48,2″ N, 67° 31′ 49,3″ O                | Nouveau-Brunswick    | [ H 4 ] [ H 5 ]         |
|                               | 7  | Tracel de Cap-Rouge           | Hauteur libre : 52 mètres | 1016  | Pont à tréteaux Acier                                                          | Rivière du Cap-Rouge                          | 1908 | Québec (ville) 46° 44′ 52,8″ N, 71° 20′ 33″ O            | Québec               |                         |
| Lethbridge Viaduct            | 8  | Viaduc de Lethbridge          | Plus grand pont ferroviaire de sa catégorie au monde                                                                                        | 1625  | Pont à tréteaux Acier                                                          | Oldman                                        | 1909 | Lethbridge 49° 41′ 50,9″ N, 112° 52′ 07,3″ O             | Alberta              | [ 4 ]                   |
| Florenceville Bridge          | 9  | Pont de Florenceville         | Lieu patrimonial local | 46.9  | Pont couvert en bois Treillis Howe, piles maçonnerie, 4 travées treillis acier | Promenade Jim Davis Fleuve Saint-Jean         | 1911 | Florenceville-Bristol 46° 26′ 30,1″ N, 67° 37′ 11,8″ O   | Nouveau-Brunswick    | [ H 6 ]                 |
| Kinsol Trestle                | 10 | Pont à tréteaux de Kinsol     | Plus grand pont à tréteaux en bois du Commonwealth Hauteur libre : 44 mètres                                                                | 188   | Pont à tréteaux Bois, 46 travées, 8 niveaux, treillis Howe                     | Galloping Goose Line Koksilah                 | 1920 | Duncan 48° 40′ 06,4″ N, 123° 41′ 38,1″ O                 | Colombie-Britannique | [ H 7 ]                 |
| Routhierville Bridge          | 11 | Pont de Routhierville         | Classé monument historique | 78.5  | Pont couvert en bois Treillis Town québécois                                   | Chemin de Routhierville Rivière Matapédia     | 1931 | Routhierville 48° 10′ 56,4″ N, 67° 08′ 55,9″ O           | Québec               | [ H 8 ] [ P 3 ]         |
| Arvida Bridge                 | 12 | Pont d'Arvida                 | Plus grand pont entièrement en aluminium du monde Portée : 91,5 mètres                                                                      |       | Arc Aluminium, tablier porté                                                   | Route du Pont Rivière Saguenay                | 1950 | Arvida 48° 26′ 41,2″ N, 71° 13′ 06,2″ O                  | Québec               | [ 5 ]                   |

## Grands ponts
Ce tableau présente les ouvrages ayant des portées supérieures à 100 m (liste non exhaustive).
|                                               |    | Nom                                                     | Portée    | Long. | Type                                                                                    | Voie portée Voie franchie                                                    | Date | Localisation                                                                                | Province                                | Ref.              |
| --------------------------------------------- | -- | ------------------------------------------------------- | --------- | ----- | --------------------------------------------------------------------------------------- | ---------------------------------------------------------------------------- | ---- | ------------------------------------------------------------------------------------------- | --------------------------------------- | ----------------- |
| Pierre-Laporte Bridge                         | 1  | Pont Pierre-Laporte                                     | 667.5     | 1041  | Suspendu Tablier treillis acier, pylônes acier 186+667+186                              | Autoroute 73 Fleuve Saint-Laurent                                            | 1970 | Québec (ville) 46° 44′ 43,3″ N, 71° 17′ 25,9″ O                                             | Québec                                  | [ Note 1 ] [ 6 ]  |
| Ambassador Bridge                             | 2  | Pont Ambassadeur                                        | 564       | 2286  | Suspendu Tablier treillis acier, pylônes acier                                          | Ontario Highway 3 Rivière Détroit                                            | 1929 | Windsor - Détroit 42° 18′ 43,9″ N, 83° 04′ 28″ O                                            | Ontario États-Unis                      | [ 7 ]             |
| Quebec Bridge                                 | 3  | Pont de Québec                                          | 549       | 987   | Cantilever Acier 157+549+157                                                            | Route 175 - 1 ligne ferroviaire (Via Rail Canada et CN) Fleuve Saint-Laurent | 1917 | Québec (ville) - Lévis 46° 44′ 43,2″ N, 71° 17′ 16″ O                                       | Québec                                  |                   |
| Lions' Gate Bridge                            | 4  | Pont Lions Gate                                         | 473       | 1517  | Suspendu Tablier treillis acier, pylônes acier 187+473+187                              | British Columbia Highway 99 et 1A Baie Burrard                               | 1938 | Vancouver 49° 18′ 55,1″ N, 123° 08′ 19,5″ O                                                 | Colombie-Britannique                    | [ M 1 ]           |
| New Port Mann Bridge                          | 5  | Nouveau pont de Port Mann                               | 470       | 2020  | Haubané Tablier mixte acier/béton, pylônes béton 190+470+190                            | Route Transcanadienne Fleuve Fraser                                          | 2012 | Surrey 49° 13′ 05″ N, 122° 48′ 46″ O                                                        | Colombie-Britannique                    | [ 8 ]             |
| Alex Fraser Bridge                            | 6  | Pont Alex Fraser                                        | 465       | 930   | Haubané Tablier mixte acier/béton, pylônes béton 50+183+465+183+50                      | British Columbia Highway 91 Fleuve Fraser                                    | 1986 | Richmond - New Westminster 49° 09′ 35,6″ N, 122° 56′ 34″ O                                  | Colombie-Britannique                    | [ 9 ]             |
| Angus L. Macdonald Bridge                     | 7  | Pont Angus L. Macdonald                                 | 441       | 1300  | Suspendu Tablier poutres treillis acier, pylônes acier                                  | Port d'Halifax                                                               | 1955 | Halifax 44° 39′ 46,7″ N, 63° 35′ 08,5″ O                                                    | Nouvelle-Écosse                         | [ 10 ]            |
| A. Murray MacKay Bridge                       | 8  | Pont A. Murray MacKay                                   | 427       | 1200  | Suspendu Tablier treillis acier, pylônes acier                                          | Nova Scotia Highway 111 Port d'Halifax                                       | 1970 | Halifax 44° 40′ 38,7″ N, 63° 36′ 45,5″ O                                                    | Nouvelle-Écosse                         | [ 11 ]            |
| Port Mann Bridge                              | 9  | Pont de Port Mann                                       | 366       | 2093  | Arc Acier, tablier intermédiaire 3x69+110+366+110+3x69                                  | Route Transcanadienne Fleuve Fraser                                          | 1964 | Surrey 49° 13′ 05,6″ N, 122° 48′ 41,8″ O                                                    | Colombie-Britannique                    |                   |
| Ogdensburg-Prescott International Bridge      | 10 | Pont international Ogdensburg-Prescott                  | 351       | 2248  | Suspendu Tablier treillis acier, pylônes acier                                          | Ontario Highway 16 Fleuve Saint-Laurent                                      | 1960 | Johnstown - Ogdensburg 44° 44′ 06″ N, 75° 27′ 33,3″ O                                       | Ontario États-Unis                      |                   |
| Skybridge                                     | 11 | Skybridge                                               | 340       | 616   | Haubané Tablier dalle béton, pylônes béton                                              | Expo Line Fleuve Fraser                                                      | 1990 | Vancouver 49° 12′ 19,5″ N, 122° 53′ 46,6″ O                                                 | Colombie-Britannique                    | [ Note 1 ] [ 12 ] |
| Ironworkers Memorial Second Narrows Crossing  | 12 | Ironworkers Memorial Second Narrows Crossing            | 335       | 1292  | Cantilever Acier 4x86+142+335+142                                                       | Route Transcanadienne Baie Burrard                                           | 1960 | Vancouver 49° 17′ 40,7″ N, 123° 01′ 34,6″ O                                                 | Colombie-Britannique                    |                   |
| Laviolette Bridge                             | 13 | Pont Laviolette                                         | 335       | 2707  | Arc Acier, tablier intermédiaire 124+167+335+167+2x124                                  | Autoroute 55 Fleuve Saint-Laurent                                            | 1967 | Trois-Rivières 46° 18′ 26,8″ N, 72° 33′ 41,8″ O                                             | Québec                                  |                   |
| Jacques Cartier Bridge                        | 14 | Pont Jacques-Cartier                                    | 334       | 2687  | Cantilever Acier 128+334+128                                                            | Route 134 Fleuve Saint-Laurent                                               | 1930 | Montréal - Longueuil 45° 31′ 18,7″ N, 73° 32′ 32,4″ O                                       | Québec                                  |                   |
| Île d'Orléans Bridge                          | 15 | Pont de l'île d'Orléans                                 | 323       | 1838  | Suspendu Tablier poutres treillis acier, pylônes acier 72+127+323+127+72                | Route 368 Fleuve Saint-Laurent                                               | 1936 | Québec (ville) - Île d'Orléans 46° 52′ 46,5″ N, 71° 08′ 02,4″ O                             | Québec                                  | [ M 2 ]           |
| Pont Lewiston-Queenston                       | 16 | Pont Lewiston-Queenston                                 | 305       | 488   | Arc Acier, tablier porté                                                                | Ontario Highway 405 Niagara                                                  | 1962 | Queenston - Lewiston 43° 09′ 10,9″ N, 79° 02′ 40,8″ O                                       | Ontario États-Unis                      |                   |
| Grand-Mère Bridge                             | 17 | Pont de Grand-Mère                                      | 289       |       | Suspendu Tablier poutres treillis acier, pylônes acier                                  | Route 153 Rivière Saint-Maurice                                              | 1929 | Shawinigan 46° 37′ 11,8″ N, 72° 40′ 35″ O                                                   | Québec                                  |                   |
| Rainbow Bridge                                | 18 | Rainbow Bridge                                          | 289       | 442   | Arc Acier, tablier porté                                                                | Niagara                                                                      | 1941 | Niagara Falls - Niagara Falls (États-Unis) 43° 05′ 24,4″ N, 79° 04′ 04,2″ O                 | Ontario États-Unis                      |                   |
| Second Blue Water Bridge                      | 19 | Second Blue Water Bridge                                | 281       | 1862  | Arc Acier, tablier intermédiaire                                                        | Ontario Highway 402 Rivière Sainte-Claire                                    | 1997 | Point Edward - Port Huron 42° 59′ 54,6″ N, 82° 25′ 25″ O                                    | Ontario États-Unis                      | [ 13 ]            |
| Olivier-Charbonneau Bridge                    | 20 | Pont Olivier-Charbonneau                                | 280       | 1200  | Haubané Tablier mixte acier/béton, pylônes béton 115+280+115+76+5x96+76                 | Autoroute 25 Rivière des Prairies                                            | 2011 | Montréal - Laval 45° 38′ 19,7″ N, 73° 37′ 17″ O                                             | Québec                                  |                   |
|                                               | 21 | Pont international Cornwall-Massena                     | 275       | 1061  | Suspendu Tablier poutres acier, pylônes acier                                           | Ontario Highway 138 Fleuve Saint-Laurent                                     | 1958 | Île de Cornwall - Massena 44° 59′ 22,1″ N, 74° 44′ 22″ O                                    | Ontario États-Unis                      | [ 14 ]            |
|                                               |    | Pont Chief-Mistawasis                                   | 270       |       | Pont à poutres Béton armé                                                               | Rivière Saskatchewan Sud                                                     | 1960 | Saskatoon 52° 11′ 51″ N, 106° 36′ 58″ O                                                     | Saskatchewan                            |                   |
| Dunvegan Bridge                               | 22 | Pont Dunvegan                                           | 274       |       | Suspendu Tablier treillis acier, pylônes acier                                          | Alberta Highway 2 Rivière de la Paix                                         | 1960 | Dunvegan 55° 55′ 16,1″ N, 118° 36′ 15,8″ O                                                  | Alberta                                 |                   |
| Blue Water Bridge                             | 23 | Blue Water Bridge                                       | 265       | 1883  | Cantilever Acier                                                                        | Ontario Highway 402 Rivière Sainte-Claire                                    | 1938 | Point Edward - Port Huron 42° 59′ 56″ N, 82° 25′ 24,8″ O                                    | Ontario États-Unis                      | [ 13 ]            |
| Confederation Bridge                          | 24 | Pont de la Confédération                                | 250 (x43) | 12900 | Poutre-caisson Béton précontraint                                                       | Route 16 Détroit de Northumberland                                           | 1997 | Borden-Carleton - Bayfield 46° 12′ 17,7″ N, 63° 45′ 31,4″ O                                 | Île-du-Prince-Édouard Nouveau-Brunswick |                   |
| Golden Ears Bridge                            | 25 | Pont Golden Ears                                        | 242 (x3)  | 968   | Extradossé 4 pylônes béton, tablier mixte acier/béton 121+3x242+121                     | Golden Ears Way Fleuve Fraser                                                | 2009 | Vancouver 49° 11′ 47″ N, 122° 39′ 56″ O                                                     | Colombie-Britannique                    |                   |
| Papineau-Leblanc Bridge                       | 26 | Pont Papineau-Leblanc                                   | 241       | 421   | Haubané Tablier caisson acier, pylônes acier, suspension axiale 90+241+90               | Autoroute 19 Rivière des Prairies                                            | 1969 | Montréal - Laval 45° 34′ 34,5″ N, 73° 40′ 00,9″ O                                           | Québec                                  |                   |
| Georgina Island Bridge                        | 27 | Pont de l'île Georgina Pont des Mille-Îles              | 228       | 1015  | Suspendu Tablier poutres acier, pylônes acier                                           | Ontario Highway 137 Fleuve Saint-Laurent                                     | 1938 | Leeds and the Thousand Islands - Hill Island 44° 21′ 47,3″ N, 75° 58′ 57,4″ O               | Ontario                                 | [ 15 ]            |
| Champlain Bridge                              | 28 | Pont Champlain                                          | 215       | 3440  | Cantilever Acier 2x77+117+215+117+2x77                                                  | Autoroute 10, 15 et 20 Fleuve Saint-Laurent                                  | 1962 | Montréal - Brossard 45° 28′ 02,3″ N, 73° 30′ 14,3″ O                                        | Québec                                  | [ 16 ]            |
| Pitt River Bridge                             | 29 | Pont de Pitt River                                      | 190       | 380   | Haubané Tablier mixte acier/béton, pylônes béton                                        | British Columbia Highway 7 Pitt                                              | 2009 | Port Coquitlam - Pitt Meadows 49° 14′ 52,1″ N, 122° 43′ 45″ O                               | Colombie-Britannique                    | [ Note 1 ]        |
| Deh Cho Bridge                                | 30 | Pont de Deh Cho                                         | 190       | 1045  | Haubané Tablier treillis acier warren, dalle béton, pylônes acier 90+3x112+190+3x112+90 | Autoroute Yelloknife Mackenzie                                               | 2012 | Fort Providence 61° 15′ 51″ N, 117° 31′ 37″ O                                               | Territoires du Nord-Ouest               | [ 17 ]            |
|                                               | 31 | Pont de Burton                                          | 183       | 544   | Arc Acier, tablier intermédiaire 3x38+65+183+65+3x38                                    | Fleuve Saint-Jean                                                            | 1972 | Oromocto 45° 51′ 52,4″ N, 66° 27′ 04″ O                                                     | Nouveau-Brunswick                       |                   |
| North Arm Bridge                              | 32 | North Arm Bridge                                        | 180       | 562   | Extradossé Tablier caisson béton, pylônes béton                                         | Canada Line Fleuve Fraser                                                    | 2008 | Vancouver 49° 12′ 07,6″ N, 123° 07′ 04″ O                                                   | Colombie-Britannique                    |                   |
| Reversing Falls Bridge                        | 33 | Pont des chutes réversibles                             | 172       |       | Arc Acier, tablier porté                                                                | New Brunswick Route 100 Chutes réversibles (Fleuve Saint-Jean)               | 1915 | Saint-Jean 45° 15′ 33,7″ N, 66° 05′ 12″ O                                                   | Nouveau-Brunswick                       | [ 18 ]            |
| Whirlpool Rapids Bridge                       | 34 | Whirlpool Rapids Bridge                                 | 167       | 329   | Arc Acier, tablier porté                                                                | Niagara                                                                      | 1897 | Niagara Falls - Niagara Falls (États-Unis) 43° 06′ 33,1″ N, 79° 03′ 30″ O                   | Ontario États-Unis                      |                   |
|                                               | 35 | Pont de la Concorde (Montreal)                          | 160 (x3)  | 690   | Poutre-caisson Acier 104+3x160+104                                                      | Avenue Pierre Dupuy Fleuve Saint-Laurent                                     | 1965 | Montréal 45° 30′ 22,1″ N, 73° 32′ 20,3″ O                                                   | Québec                                  |                   |
| Miscou Bridge                                 | 36 | Pont de Miscou                                          | 160       | 505   | Poutres Acier 60+110+160+110+65                                                         | Route 113 Baie des Chaleurs                                                  | 1996 | Miscou - Île de Lamèque 47° 53′ 12,7″ N, 64° 34′ 40″ O                                      | Nouveau-Brunswick                       | [ 19 ]            |
| Seal Island Bridge                            | 37 | Seal Island Bridge                                      | 152       | 747   | Arc Acier, tablier intermédiaire                                                        | Nova Scotia Highway 105 Lac Bras d'Or                                        | 1962 | Île du Cap-Breton 46° 13′ 58,6″ N, 60° 29′ 25,4″ O                                          | Nouvelle-Écosse                         | [ 20 ]            |
| Burlington Bay Skyway                         | 38 | Burlington Bay Skyway                                   | 151       | 2560  | Arc Acier, tablier intermédiaire                                                        | Queen Elizabeth Way Burlington Bay - Lac Ontario                             | 1958 | Burlington 43° 17′ 53,7″ N, 79° 47′ 49,1″ O                                                 | Ontario                                 | [ 21 ]            |
| Granville Street Bridge                       | 39 | Pont de Granville                                       | 145       | 1171  | Treillis Acier                                                                          | British Columbia Highway 99 False Creek                                      | 1954 | Vancouver 49° 16′ 21,2″ N, 123° 07′ 59″ O                                                   | Colombie-Britannique                    | [ 22 ]            |
| Hagwilget Suspension Bridge                   | 40 | Pont suspendu de Hagwilget                              | 140       |       | Suspendu Tablier treillis acier, pylônes acier                                          | New Hazelton Hi. Level Rd. Bulkley River                                     | 1932 | Hazelton 55° 15′ 26,8″ N, 127° 36′ 16″ O                                                    | Colombie-Britannique                    | [ 23 ]            |
| Jemseg River Bridge                           | 41 | Pont de Jemseg River                                    | 140       | 976   | Mixte acier/béton Bipoutre acier 2 ouvrages jumelés                                     | Route Transcanadienne Route 2 (Nouveau-Brunswick) Jemseg                     | 2001 | Jemseg 45° 50′ 07,9″ N, 66° 11′ 04,7″ O                                                     | Nouveau-Brunswick                       |                   |
| Reversing Falls Railway Bridge                | 42 | Pont ferroviaire de Saint-Jean                          | 137       | 385   | Treillis Acier 38+137+38                                                                | Canadian Atlantic Railway Chutes réversibles (Fleuve Saint-Jean)             | 1922 | Saint-Jean 45° 15′ 34,8″ N, 66° 05′ 12,5″ O                                                 | Nouveau-Brunswick                       |                   |
| Pattullo Bridge                               | 43 | Pont Pattullo                                           | 133       | 1221  | Arc Acier, tablier intermédiaire                                                        | Fleuve Fraser                                                                | 1937 | New Westminster - Surrey 49° 12′ 27,7″ N, 122° 53′ 40,3″ O                                  | Colombie-Britannique                    | [ 24 ]            |
| Peace Bridge/Pont de la Paix                  | 44 | Pont de la Paix (en)                                    | 129       | 1768  | Arc Acier, tablier porté                                                                | Peace Bridge Plaza Niagara                                                   | 1927 | Fort Érié - Buffalo 42° 54′ 24,7″ N, 78° 54′ 19″ O                                          | Ontario États-Unis                      | [ 25 ]            |
|                                               | 45 | Pont des îles Constance et Georgina Pont des Mille-Îles | 106       | 1015  | Arc Acier, tablier porté                                                                | Ontario Highway 137 Fleuve Saint-Laurent                                     |      | Leeds and the Thousand Islands - Hill Island 44° 21′ 37,8″ N, 75° 58′ 51,7″ O               | Ontario                                 | [ 15 ]            |
| Stoney Creek Bridge                           | 46 | Pont du ruisseau Stoney                                 | 102       | 200   | Arc Acier, tablier porté                                                                | Canadien Pacifique Stoney Creek                                              | 1893 | Revelstoke 51° 22′ 48″ N, 117° 27′ 57,6″ O                                                  | Colombie-Britannique                    |                   |
| Humber Bay Arch Bridge                        | 47 | Humber Bay Arch Bridge                                  | 100       | 130   | Arc Acier, tablier suspendu                                                             | Passerelle Humber                                                            | 1994 | Toronto 43° 37′ 54,8″ N, 79° 28′ 16,5″ O                                                    | Ontario                                 |                   |
| Sault Ste. Marie International Bridge         | 48 | Pont international de Sault Ste. Marie                  |           | 2896  | Arc Acier, tablier intermédiaire                                                        | Lake Superior Circle Tour Rivière Sainte-Marie                               | 1962 | Sault-Sainte-Marie (Ontario) - Sault Ste. Marie (Michigan) 46° 30′ 46,6″ N, 84° 21′ 32,3″ O | Ontario États-Unis                      | [ 26 ]            |
| Three Nations Crossing - North Channel Bridge | 49 | Three Nations Crossing - North Channel Bridge           |           | 1625  | Treillis Acier                                                                          | Ontario Highway 138 Fleuve Saint-Laurent                                     | 1962 | Cornwall - Île de Cornwall 45° 00′ 40,5″ N, 74° 44′ 21″ O                                   | Ontario                                 |                   |
| New Alexandra Bridge                          | 50 | Nouveau pont Alexandra                                  |           |       | Arc Acier, tablier porté                                                                | Route Transcanadienne Fleuve Fraser                                          | 1964 | Spuzzum 49° 42′ 05,2″ N, 121° 24′ 35,6″ O                                                   | Colombie-Britannique                    | [ 27 ]            |
| Centennial Bridge (Miramichi)                 | 51 | Pont du Centenaire de Miramichi                         |           | 1100  | Arc Acier, tablier intermédiaire                                                        | New Brunswick Route 11 Rivière Miramichi                                     | 1967 | Miramichi 47° 01′ 37,3″ N, 65° 28′ 43,9″ O                                                  | Nouveau-Brunswick                       | [ 28 ]            |
| Saint John Harbour Bridge                     | 52 | Pont du port de Saint-Jean                              |           |       | Poutre-caisson Acier                                                                    | New Brunswick Route 1 Fleuve Saint-Jean                                      | 1968 | Saint-Jean 45° 16′ 08″ N, 66° 04′ 29″ O                                                     | Nouveau-Brunswick                       |                   |
| Eastman Bridge                                | 53 | Pont de la rivière Eastmain                             |           | 274   | Arc Acier, tablier porté                                                                | Route de la Baie James Rivière Eastmain                                      | 1974 | Eastmain 52° 19′ 13,2″ N, 77° 05′ 29,5″ O                                                   | Québec                                  |                   |
| James N. Allan Skyway                         | 54 | James N. Allan Skyway                                   |           | 2160  | Poutre-caisson Béton précontraint                                                       | Queen Elizabeth Way Burlington Bay - Lac Ontario                             | 1985 | Burlington 43° 17′ 53,4″ N, 79° 47′ 50″ O                                                   | Ontario                                 |                   |
| Cisco Bridge                                  | 55 | Pont de Cisco                                           |           | 247   | Arc Acier, tablier porté                                                                | Canadien National Fleuve Fraser                                              |      | Siska 50° 09′ 05,4″ N, 121° 34′ 52″ O                                                       | Colombie-Britannique                    | [ 29 ]            |
| Revelstoke Bridge                             | 56 | Pont de Revelstoke                                      |           | 300   | Suspendu Tablier treillis acier, pylônes acier                                          | Route Transcanadienne Columbia                                               |      | Revelstoke 51° 00′ 23,7″ N, 118° 13′ 11,5″ O                                                | Colombie-Britannique                    |                   |
| Sheep Creek Bridge                            |    | Pont de Sheep Creek                                     |           |       | Arc Acier, tablier porté                                                                | Chilcotin-Bella Coola Highway 20 Fleuve Fraser                               |      | Cariboo 51° 59′ 02″ N, 122° 16′ 31,4″ O                                                     | Colombie-Britannique                    |                   |

## Les anciens ponts sur le Niagara
|                                         |   | Nom                                   | Portée | Long. | Type       | Particularité | Date | Localisation                                                                | Ref.    |
| --------------------------------------- | - | ------------------------------------- | ------ | ----- | ---------- | --- | ---- | --------------------------------------------------------------------------- | ------- |
|                                         | 1 | First Niagara Falls Suspension Bridge | 231    |       | Suspendu   | Premier franchissement du Niagara                                                                                 | 1848 | Niagara Falls - Niagara Falls (États-Unis) 43° 06′ 33,2″ N, 79° 03′ 30,1″ O |         |
|                                         | 2 | First Queenston-Lewiston Bridge       | 257    | 257   | Suspendu   | | 1854 | Queenston - Lewiston 43° 09′ 42″ N, 79° 02′ 47″ O                           |         |
| Niagara Falls Railway Suspension Bridge | 3 | Pont suspendu des chutes du Niagara   | 251    |       | Suspendu   | Conçu par John Augustus Roebling                                                                                  | 1855 | Niagara Falls - Niagara Falls (États-Unis) 43° 06′ 33,3″ N, 79° 03′ 29,6″ O |         |
|                                         | 4 | First Falls View Suspension Bridge    | 386    |       | Suspendu   | Plus longue portée du monde lors de son inauguration Rénovation en 1884 et en 1888 Détruit par un ouragan en 1889 | 1868 | Niagara Falls - Niagara Falls (États-Unis) 43° 05′ 18,2″ N, 79° 04′ 11,3″ O | [ M 3 ] |
|                                         | 5 | Niagara Cantilever Bridge             | 151    | 276   | Cantilever | Remplacé en 1925 par le Michigan Central Railway Bridge                                                           | 1883 | Niagara Falls - Niagara Falls (États-Unis) 43° 06′ 29,7″ N, 79° 03′ 29″ O   | [ 30 ]  |
|                                         | 6 | Honeymoon Bridge                      | 256    | 378   | Arc        | Détruit en 1938 Plus grand pont en arc du monde lors de son inauguration                                          | 1898 | Niagara Falls - Niagara Falls (États-Unis) 43° 05′ 18″ N, 79° 04′ 10,5″ O   |         |
|                                         | 7 | Second Queenston-Lewiston Bridge      | 257    | 257   | Suspendu   | Remplacé en 1962 par le pont Lewiston-Queenston                                                                   | 1899 | Queenston - Lewiston 43° 09′ 42″ N, 79° 02′ 46″ O                           |         |
|                                         | 8 | Michigan Central Railway Bridge       | 195    |       | Arc        | Hors service | 1925 | Niagara Falls - Niagara Falls (États-Unis) 43° 06′ 30,6″ N, 79° 03′ 29,2″ O | [ 31 ]  |

## Grandes passerelles
Les passerelles du Canada ayant des portées supérieures à 100 m sont présentées ci-dessous (liste non exhaustive).
|                              |   | Nom                                           | Portée | Long. | Type                         | Voie portée Voie franchie                                  | Date | Localisation                                            | Province             | Ref.   |
| ---------------------------- | - | --------------------------------------------- | ------ | ----- | ---------------------------- | ---------------------------------------------------------- | ---- | ------------------------------------------------------- | -------------------- | ------ |
| Coaticook Footbridge         | 1 | Pont pédestre de Coaticook                    | 169    | 169   | Suspendu Acier               | Passerelle Gorge de Coaticook                              |      | Coaticook 45° 08′ 44,9″ N, 71° 48′ 37,8″ O              | Québec               | [ 32 ] |
| Capilano Suspension Bridge   | 2 | Pont suspendu de Capilano                     | 137    | 137   | Suspendu Acier               | Passerelle Capilano                                        | 1903 | Vancouver 49° 20′ 34,6″ N, 123° 06′ 53,5″ O             | Colombie-Britannique | [ 33 ] |
| Star Mine Suspension Bridge  | 3 | Star Mine Suspension Bridge                   | 117    | 117   | Suspendu Acier, pylônes bois | Passerelle La Biche                                        | 1931 | Drumheller 51° 25′ 12,3″ N, 112° 36′ 52,5″ O            | Alberta              |        |
| Montmorency Falls Footbridge | 4 | Passerelle de la chute de Montmorency         |        |       | Suspendu Acier               | Passerelle Chute Montmorency (Rivière Montmorency)         |      | Québec 46° 53′ 26,6″ N, 71° 08′ 51,9″ O                 | Québec               |        |
|                              | 5 | Passerelle du Parc des Chutes-de-la-Chaudière | 113    | 113   | Suspendu Acier               | Passerelle Chutes de la Chaudière (Rivière Chaudière)      |      | Charny 46° 43′ 03″ N, 71° 17′ 10″ O                     | Québec               |        |
|                              | 6 | Passerelle du Canyon des Portes de l'Enfer    | 99     | 99    | Suspendu Bois et acier       | Passerelle Canyon des Portes de l'Enfer (Rivière Rimouski) |      | Saint-Narcisse-de-Rimouski 48° 12′ 36″ N, 68° 32′ 26″ O | Québec               |        |